# Stubbe – Von Fall zu Fall: Dritte Liebe
Dritte Liebe ist ein deutscher Fernsehfilm von Peter Kahane aus dem Jahr 2008. Es handelt sich um den dreiunddreißigsten Filmbeitrag der ZDF-Kriminalfilmreihe Stubbe – Von Fall zu Fall mit Wolfgang Stumph in der Titelrolle.

## Handlung
Kommissar Stubbe wird zu einem Hochhaus gerufen, wo die Spediteurin Eva Hartmann tot unterhalb des Balkons aufgefunden wurde. Hartmann hat prämortale Verletzungen, was einen Suizid für Stubbe und seinen Kollegen Zimmermann ausschließen lässt. Sie finden zudem ein Erpresserschreiben. Stubbe und Zimmermann ermitteln innerhalb der Spedition und befragen ihren Stellvertreter David Kessler, der sich nicht vorstellen kann, wer der großzügigen und Charmanten Frau etwas hätte antun sollen.
Christiane Stubbe hat ein Praktikum bei einem örtlichen Radiosender begonnen. So bekommt sie die Aufgabe übertragen ausgerechnet an dem Fall zu recherchieren, an dem gerade ihr Vater ermittelt. Als er das herausfindet ist er extrem ungehalten und versucht ihr zu erklären, dass einer der Fahrer, den sie interviewen will ein Mörder sein kann und das für sie sehr gefährlich werden könnte. Sie will aber unbedingt ihre Chance Nutzen, direkt bei den Fahrern der Spedition auf Tuchfühlung zu gehen. Hier „kollidiert“ sie sogleich mit Jimmy, einer sehr extrovertierten Fahrerin, die stets schlechte Laune zu haben scheint und dies auch allen in ihrem Umfeld spüren lässt. Christianes Hartnäckigkeit macht sich jedoch bezahlt und Jimmy duldet sie nicht nur in ihrer Nähe, sondern sie darf mit ihr sogar eine Truckertour unternehmen. Sehr gesprächig zeigt Jimmy sich zwar nicht, aber kompromisslos solidarisch mit ihren Truckerkollegen. Christiane erfährt im Laufe ihrer gemeinsamen Fahrt, dass Firmenchefin Eva sich um Jimmy gekümmert hatte, als niemand etwas mit ihr zu tun haben wollte, weil sie einfach zu rebellisch war. Jimmy liebte Eva und Eva hatte nach zwei vergeblichen Ehen in Jimmy ihre dritte Liebe gefunden.
Wilfried Stubbe konzentriert sich bei seinen Ermittlungen auf das Erpresserschreiben, das sehr wahrscheinlich nicht Eva Hartmann galt, sondern sie es selber verfasst hatte. Ihrer Firma ging es finanziell nicht gut und einen Kredit hatte sie von der Bank nicht bewilligt bekommen, weshalb sie wahrscheinlich diesen Weg der Geldbeschaffung gehen wollte. Ziel dieser Erpressung dürfte ihr Exmann Charles Reinecke gewesen sein. In dessen Vergangenheit gibt es einen wunden Punkt und hier vermutet Stubbe die Lösung. Reineckes Vater verschwand vor über 20 Jahren spurlos und eine Zeugin behauptete seinerzeit, sein Sohn hätte in umgebracht. Das konnte damals nicht bewiesen werden, doch Stubbe hält es für einen plausiblen Grund für eine Erpressung. Er hat auch eine Idee, wo er nach der Leiche von Hermann Reinecke suchen könnte und das hat Erfolg.
Jimmy, die den Tod ihrer Freundin Eva noch lange nicht verkraftet hat, ist sich ebenfalls sicher, dass Charles Reinecke der Mörder ist. Leider weiß auch er, dass sie es weiß und folgt ihr mit dem PKW auf ihrer aktuellen Truckertour. Clever wie sie ist, hat sie das bemerkt, sich eine Pistole besorgt und ihre Beifahrerin Christiane sehr barsch an einem Autobahnparkplatz abgesetzt, um sie nicht in Gefahr zu bringen. Auf dem nächsten Parkplatz stellt sie  Reinecke eine Falle, lockt ihn zu sich und bedroht ihn mit der Pistole. Jimmy will von ihm wissen, warum er Eva umgebracht hätte. Reinecke erklärt ihr, dass er die von Eva geforderten 350.000 Euro nicht hätte und sie deshalb auch nicht geben konnte. Christiane, die Jimmy in einem anderen Truck per Anhalter gefolgt ist, stört jedoch das Geständnis und Reinecke nutzt dies zur Flucht. Jimmy, wild entschlossen ihren Plan zu Ende zu bringen und Evas Tod zu rächen, folgt Reinecke und ruft per Funk Truckerkollegen dazu, um ihn zu jagen. Christiane sendet deshalb ihrem Vater schnell eine SMS und der zögert nicht lange. Gemeinsam mit Zimmermann begibt er sich, von den Funk-Durchsagen der Trucker informiert, zu Christiane und Jimmy, die Charles Reinecke gerade gestellt haben. Er wird festgenommen und Christiane erfährt von Jimmy, worin die Dramatik von Evas Tod bestand: Es war Jimmys Idee gewesen, Reinecke zu erpressen und Eva hatte gar nichts davon gewusst. Das Schreiben hatte Reinecke am Tatabend mitgebracht, weshalb es sich in Evas Wohnung befand.

## Nebenhandlung
Wilfrieds Freundin Claudia nutzt die Zeit, da Charlotte nach ihrer Herz-OP zur Reha ist, für ein Probewohnen bei den Stubbes. Doch Claudia muss erkennen, dass sie der „mentalen Präsenz“ von Wilfrieds verstorbener Frau nichts entgegensetzen kann. Sie trennt sich deshalb von Wilfried.

## Hintergrund
Der Film wurde vom 17. Juli bis zum 16. August 2007 in Hamburg und Umgebung gedreht und am 5. Januar 2008 um 20:15 Uhr im ZDF erstausgestrahlt.  Bei der titelgebende „Dritte Liebe“ handelt es sich um die junge Lkw-Fahrerin Jimmy, die den Tod ihrer Freundin rächen will.

## Kritik
Tilmann P. Gangloff wertete für Tittelbach.tv und Kino.de: Der „packend inszenierte Familienkrimi [hält] eine echte Entdeckung bereit: Jana Schulze, feste Größe am Deutschen Schauspielhaus Hamburg, spielt die kratzbürstige Jimmy, deren Name ein regenbogenfarbenes Schild ziert, mit einer berückenden Mischung aus rauer Schale und offensichtlicher Verletztheit.“ Auch „Stephanie Stumph [erledigt] ihrer Aufgabe routiniert und ohne sichtbare Anstrengung.“ „Meist diente ‚Chrissie‘ […] nur dazu, die beruflichen Probleme des Herrn Papa durch familiäre Konflikte auf die Spitze zu treiben.“ „Diesmal kommt sie ihrem Vater [sogar] in die Quere, weil ihr eigener Beruf sie auf die gleiche Spur führt.“
Für die Kritiker der Fernsehzeitschrift TV Spielfilm wurde bei dem Stubbe-Fall Dritte Liebe „Witz und Spannung polizeilich gesucht“, vergaben dem Film aber trotz kritischer Wertung ihre bestmögliche Wertung (Daumen nach oben). Sie fanden, dass es Stephanie Stumph kaum gelang, die „maue Story auf[zu]peppen“.
Fabian Riedner von Quotenmeter.de wertete: „Das Drehbuch weist starke Schwächen auf, denn die ersten fünf Minuten sind verwirrend und es kommt letztendlich keine wichtige Szene vor. Eher wird der Zuschauer nur mit unnötigen Bildern gefüttert, die zum Verständnis nicht beitragen.“ „Insgesamt gehen die Ermittlungen viel zu langsam voran, denn erst nach knapp einer Stunde wird die Folge ‚Dritte Liebe‘ langsam spannend. Zuvor hätte man nicht zuschauen müssen, denn in diese flache Handlung hätte jeder sofort einsteigen können. [Und auch] der Showdown […] ist total misslungen.“